# 贝勒和乌勒福尔
贝勒和乌勒福尔（法語：Belle-et-Houllefort，法語發音：[bɛl e ulfɔʁ]）是法国上法蘭西大區加来海峡省的一个市镇，属于滨海布洛涅区。

## 地理
贝勒和乌勒福尔（50°44'37"N, 1°45'31"E）面积9.14 平方千米，位于法国上法蘭西大區加来海峡省，该省份为法国北部沿海省份，西北濒北海，南至索姆省，东临北部省。
与贝勒和乌勒福尔接壤的市镇（或旧市镇、城区）包括：维耶尔埃弗鲁瓦、雷蒂、拉卡佩勒莱布洛涅、贝勒布吕讷、布尔桑、科朗贝尔、孔特维尔莱布洛涅。
贝勒和乌勒福尔的时区为UTC+01:00、UTC+02:00（夏令时）。

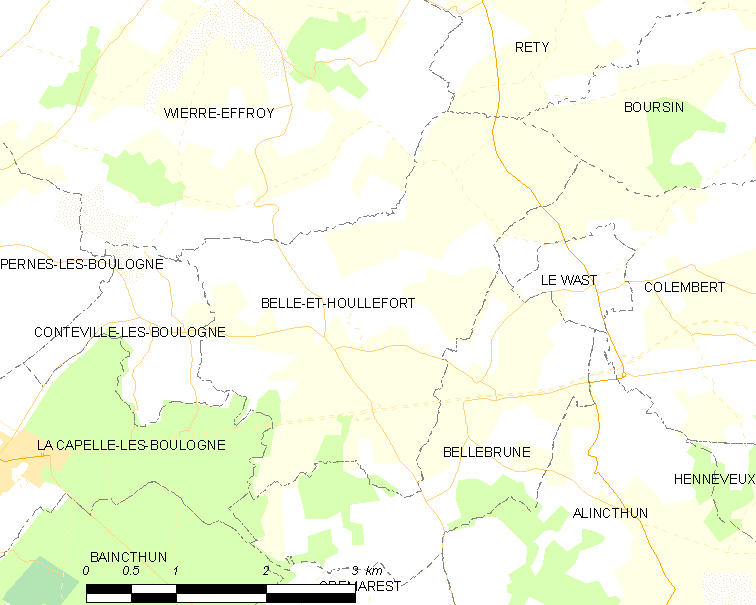
贝勒和乌勒福尔的OSM定位图

## 行政
贝勒和乌勒福尔的邮政编码为62142，INSEE市镇编码为62105。

## 政治
贝勒和乌勒福尔所属的省级选区为代夫勒县。

## 人口

1962-2008年间贝勒和乌勒福尔人口变化图示

贝勒和乌勒福尔于2022年1月1日时的人口数量为524人。